# Bahnhof Bernau bei Berlin
Bahnhof Bernau bei Berlin är en järnvägsstation som är slutstation för Berlins pendeltåg, linje S2.  Vid stationen stannar även regionaltåget RE 3 i riktning mot Berlin-Elsterwerda, Angermünde-Schwedt, Angermünde-Stralsund, samt RB 60 mot Wriezen och Frankfurt an der Oder.